# Avon (Indiana)
Avon és una població dels Estats Units a l'estat d'Indiana. Segons el cens del 2000 tenia 6.248 habitants.

## Demografia
Segons el cens del 2000, Avon tenia 6.248 habitants, 2.127 habitatges, i 1.786 famílies. La densitat de població era de 378,1 habitants per km².
Dels 2.127 habitatges en un 51,4% hi vivien nens de menys de 18 anys, en un 75,4% hi vivien parelles casades, en un 5,6% dones solteres, i en un 16% no eren unitats familiars. En el 12,6% dels habitatges hi vivien persones soles el 3,6% de les quals corresponia a persones de 65 anys o més que vivien soles. El nombre mitjà de persones vivint en cada habitatge era de 2,94 i el nombre mitjà de persones que vivien en cada família era de 3,22.
Per edats la població es repartia de la següent manera: un 33,2% tenia menys de 18 anys, un 4,8% entre 18 i 24, un 39,3% entre 25 i 44, un 18,1% de 45 a 60 i un 4,5% 65 anys o més.
L'edat mediana era de 32 anys. Per cada 100 dones de 18 o més anys hi havia 99 homes.
La renda mediana per habitatge era de 66.782 $ i la renda mediana per família de 68.205 $. Els homes tenien una renda mediana de 48.542 $ mentre que les dones 31.010 $. La renda per capita de la població era de 24.740 $. Entorn del 2,7% de les famílies i el 2,9% de la població estaven per davall del llindar de pobresa.

## Poblacions més properes
El següent diagrama mostra les poblacions més properes.